# Kurt Eichenwald
Œuvres principales
The Informant, Conspiracy of Fools
Kurt Alexander Eichenwald (né le 28 juin 1961) est un journaliste américain, rédacteur (senior redactor) à Newsweek, collaborateur à la rédaction de Vanity Fair, et auteur de quatre best-sellers édités par le New York Times, dont l'un, The Informant (2000), a été adapté en film en 2009. Auparavant, il a été écrivain et journaliste d'investigation au New York Times et plus tard au magazine business de  Condé Nast, Portfolio. Eichenwald a travaillé au New York Times à partir de 1986 et a couvert principalement Wall Street et le monde de l'entreprise, à travers des sujets tels que les délits d'initié, les fraudes comptables, et les offres publiques, mais a également écrit sur un large éventail de questions, notamment le terrorisme, la controverse sur l'usage du droit de grâce de Bill Clinton, la politique fédérale de la santé, et les prédateurs sexuels sur Internet.